# Pomáz
Pomáz  este un oraș în districtul Szentendre, județul Pesta, Ungaria, având o populație de 15.981 de locuitori (2011). 

## Demografie
Componența etnică a orașului Pomáz
     Maghiari (91,18%)
     Germani (2,61%)
     Romi (2,32%)
     Sârbi (1,03%)
     Necunoscut (1,4%)
     Alții (1,45%)
Componența confesională a orașului Pomáz
     Romano-catolici (34,13%)
     Fără religie (18,08%)
     Reformați (12,4%)
     Atei (2,37%)
     Greco-catolici (1,46%)
     Luterani (1,1%)
     Necunoscută (29,51%)
     Alte religii (3,5%)
Conform recensământului din 2011, orașul Pomáz avea 15.981 de locuitori. Din punct de vedere etnic, majoritatea locuitorilor (91,18%) erau maghiari, existând și minorități de germani (2,61%), romi (2,32%) și sârbi (1,03%). Apartenența etnică nu este cunoscută în cazul a 1,4% din locuitori. Nu există o religie majoritară, locuitorii fiind romano-catolici (34,13%), persoane fără religie (18,08%), reformați (12,4%), atei (2,37%), greco-catolici (1,46%) și luterani (1,1%). Pentru 29,51% din locuitori nu este cunoscută apartenența confesională.